# Jordi Sebastià i Talavera
Jordi Sebastià i Talavera (ur. 23 listopada 1966 w Walencji) – hiszpański dziennikarz, publicysta oraz polityk, alkad Burjassot, deputowany do Parlamentu Europejskiego VIII kadencji.

## Życiorys
Absolwent filologii hiszpańskiej na Uniwersytecie w Walencji oraz filozofii na uczelni UNED. Zawodowo związany z dziennikarstwem, pracował m.in. w „El Temps” i „Levante-EMV”. Został również wykładowcą dziennikarstwa na macierzystej uczelni w Walencji. Zaangażował się w działalność polityczną w ramach Walenckiego Bloku Nacjonalistycznego, z którym współtworzył Coalició Compromís. W 2003 wybrany na radnego miasta Burjassot, w 2011 objął stanowisko burmistrza tej miejscowości.
W 2014 z ramienia koalicji ugrupowań regionalnych uzyskał mandat eurodeputowanego VIII kadencji. Sprawował go do października 2016.
Jest autorem kilku publikacji książkowych, w tym powieści Un assumpte de perifèria, a także zbiorów opowiadań, esejów i reportaży.